# Hafursfell (berg i Island, Västlandet)
Hafursfell är ett berg i republiken Island. Det ligger i regionen Västlandet, 80 km norr om huvudstaden Reykjavík. Toppen på Hafursfell är 722 meter över havet. Hafursfell ingår i Ljósufjöll.